# Wok II. von Rosenberg

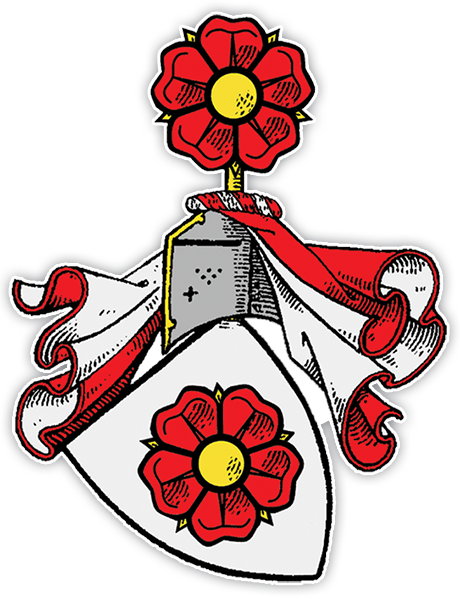
Stammwappen der Herren von Rosenberg

Wok II. von Rosenberg (tschechisch Vok II. z Rožmberka; * 18. Juli 1459; † 1. September 1505) war ein böhmischer Adeliger aus dem Geschlecht der Rosenberger.

## Leben
Woks Eltern waren Johann II. von Rosenberg und Anna von Glogau († 1483). Nach dem Tod des Vaters 1472 übernahm dessen Nachfolge zunächst Woks älterer Bruder Heinrich. Vermutlich weil er mental unzulänglich war, beteiligte er ab Anfang 1475 Wok an der Regierung, dem er schließlich im August d. J. für drei Jahre die Regentschaft übertrug. Kurz darauf baten Wok und seine Geschwister ihren Onkel Bohuslav von Schwanberg, die vormundschaftliche Verwaltung des Familienvermögens für sechs Jahre zu übernehmen. Der Vertrag wurde am 11. Dezember 1475 besiegelt.
Um sich politisches und gesellschaftliches Wissen anzueignen, begab sich Wok auf den Hof des bayerischen Herzogs Ludwig von Bayern-Landshut und dessen Sohn Georg. Politisch sympathisierte Wok wie sein Vater mit dem böhmischen Gegenkönig Matthias Corvinus. Nachdem dieser u. a. in Budweis ungarische Söldner stationierte, die nicht nur die Besitzungen ihrer Gegner, sondern auch der Rosenberger plünderten, stellte sich deren vormundschaftlicher Verwalter Bohuslav von Schwanberg gegen Matthias Corvinus. Dieser ließ ihn deshalb mit Hilfe von Jaroslav von Boskowitz am 30. Januar 1478 gefangen nehmen und auf die ungarische Festung Diósgyőr bringen. Erst im Frühsommer 1479 wurde er auf Intervention des böhmischen Königs Vladislav II. vom Kuttenberger Münzmeister und Burggrafen von Karlstein Benesch Krabice von Weitmühl (Beneš Krabice z Veitmile) freigelassen. Wegen der Vorkommnisse kehrte Wok zurück und entließ Bohuslav von Schwanberg aus dem Vormundschaftsvertrag, den dieser wegen der Gefangenschaft nicht mehr ausüben konnte. Wok übernahm die Regentschaft, wandte sich jedoch nunmehr gegen Matthias Corvinus und unterstützte den König Vladislav II.
1479 wurde Wok von Matthias Corvinus nach Olmütz zu den Verhandlungen zwischen beiden Königen eingeladen, die mit dem Frieden von Olmütz besiegelt wurden. Corvinus verzichtete auf weitere Ansprüche in Böhmen, behielt aber die böhmischen Nebenländer Mähren, Schlesien, Ober- und Niederlausitz. Zudem wurde vereinbart, dass die Gebiete desjenigen, der als Erster sterben würde, an den jeweils anderen fallen. Vertragsgemäß gelangten Corvins Gebiete einschließlich des Thronanspruchs auf Ungarn nach seinem Tod 1490 an Vladislav II. Peter II. von Rosenberg, der zum Landeshauptmann ernannt wurde, nahm in Stuhlweißenburg an der Krönung Vladislavs zum König von Ungarn teil.
Während Woks Regentschaft begannen die Rosenberger mit dem Ausbau der Teichwirtschaft im Wittingauer Becken, wo sie u. a. die Teiche Dehtář und Velký Tisý anlegen ließen.
Aus gesundheitlichen Gründen übergab Wok am 4. Dezember 1493 die Regentschaft an seinen Bruder Peter IV. von Rosenberg. Für sich behielt er Wittingau, wo er seinen Sitz nahm, das Patronat über das Kloster in Forbes, die Feste in Vidov, das Dorf Homole und die Untergebenen und Ländereien der Herrschaft Maškovec. Gleichzeitig legte er das Amt des Landeshauptmanns nieder, worüber er am 5. Dezember 1493 den König Vladislav informierte.
Nach Woks Tod im Jahre 1505 wurden dessen Besitzungen wieder in das Dominium der Rosenberger eingegliedert. Nach dem Tod des kinderlosen Peter II. von Rosenberg ging es wieder an Woks Söhne über.

## Familie
Wok war mit Margarete von Guttenstein (Markéta z Gutenštejna; † vor 1528) verheiratet. Sie war eine Tochter des Höchsten Kämmerers von Böhmen, Burian II. von Guttenstein († 1489), und der Sidonie von Ortenburg. Nach Woks Tod vermählte sie sich mit Alexei Dobrohorst von Ronsberg (Alexej Dobrohorst z Ronšperka), dem die Burg Prostiboř gehörte. Aus der Ehe Woks mit Margarethe entstammten fünf Söhne und eine Tochter:
- Johann III. von Rosenberg († 1532)
- Heinrich VI. von Rosenberg († 1494)
- Jost III. von Rosenberg (1488–1539)
- Sidonie
- Peter V. von Rosenberg († 1545)
- Heinrich VII. von Rosenberg († 1526)